# 福瓊斯鎮站
福瓊斯鎮站（英語：Fortunestown）是一個位於愛爾蘭都柏林城西的都柏林轻轨站，在2011年通車，作為红线往萨格特的延伸鐵路。車站住位城西住宅區和城西商場附近。
都柏林公車路線65B和77A能到達此站。